# Sweden Cup
Sweden Cup var en ishockeyturnering som spelades 2 gånger, dels mellan den 16 och 24 april 1980 och dels mellan den 9 och 12 april 1984. 1980 spelades den bara i Göteborg, med en match utbruten och spelad i Helsingfors i Finland, medan den 1984 spelades i både Karlstad och Göteborg.
Deltagnade länder 1980 förutom Sverige var Kanada, Finland, Sovjetunionen och Tjeckoslovakien. 1984 deltog Sverige, Finland, Sovjet och Tjeckoslovakien i turneringen.
1980 vanns turneringen av Sovjet före Sverige och Tjeckoslovakien. 1984 vann Tjeckoslovakien före Sovjet och Sverige.
Turneringarna spelades i april, då vanligtvis VM spelades, men varken 1980 eller 1984 spelades VM, eftersom dessa år var "OS-år".
- Sweden Cup 1980
- Sweden Cup 1984

### Fotnoter
1. ↑  Christer Cederlund (28 januari 2013). ”Söderberg kommer hem med Tre Kronor”. Skånska dagbladet. http://www.skd.se/2013/01/28/soderberg-kommer-hem-med-tre-kronor/. Läst 20 januari 2016.
2. ↑  ”Verksamhetsberättelse”. Värmlands ishockeyförbund. 20 mars 1984. http://www.swehockey.se/globalassets/varmlands-ishockeyforbund/bilder/historik/1980-1990/1983-1984.pdf. Läst 20 januari 2016.